# Diecezja Fuldy

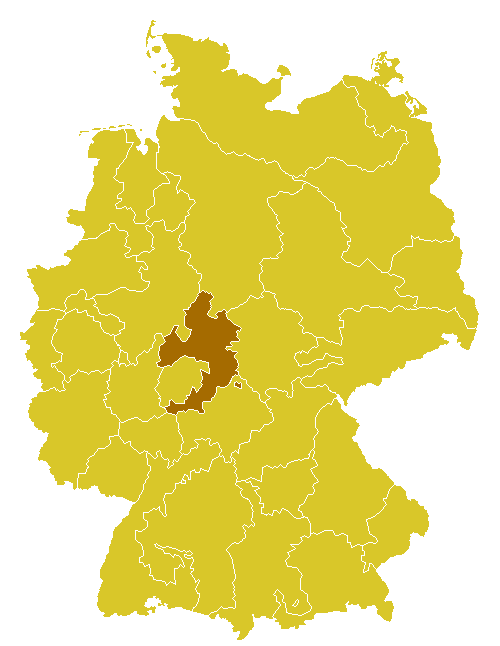
Diecezja Fuldy na mapie administracyjnej Kościoła katolickiego w Niemczech

Diecezja Fuldy (niem. Bistum Fulda, łac. Dioecesis Fuldensis) – diecezja Kościoła rzymskokatolickiego w środkowej części Niemiec. Powstała 5 października 1752; 23 lipca 1973 uzyskała obecne granice. Siedzibą biskupa jest katedra Świętego Zbawiciela i św. Sebastiana w Fuldzie.

## Biskupi
- biskup diecezjalny: Michael Gerber
- biskup pomocniczy: Karlheinz Diez
- biskup senior: Heinz Josef Algermissen